# Bund Center
Le Bund Center (外滩中心/金光外滩金融中心) est un gratte-ciel de 198 mètres de hauteur construit de 1997 à 2002 à Shanghai dans le district de Puxi.
Il abrite des bureaux sur 45 étages pour une surface de plancher de 83 000 m².
C'est l'un des rares gratte-ciel de la planète surmonté d'une couronne avec la Great American Tower de Cincinnati aux États-Unis.
Cette couronne pèse 582,5 tonnes et mesure 11 mètres de hauteur.
L'architecte est l'agence d'architecture de l'américain John Portman.